# Občina Mozirje
Občina Mozirje je ena od občin v Republiki Sloveniji.
Središče občine je naselje Mozirje. Leta 2006 se je od občine odcepila Krajevna skupnost Rečica ob Savinji, ki je sedaj samostojna občina Rečica ob Savinji.

## Naselja v občini
Brezje, Dobrovlje pri Mozirju, Lepa Njiva, Ljubija, Loke pri Mozirju, Mozirje, Radegunda,  Šmihel nad Mozirjem